# Janes Rejoice
Janes Rejoice er en gruppe dannet i årene 1987-1988 omkring sangeren og sangskriveren Søren Nørregaard. De har siden 1988 udgivet 7 albums.
Navnet tager sit afsæt i henholdsvis Bob Dylans Queen J, Lou Reeds Sweet J og Rolling Stones' Lady J.
Termen "Rejoice" kan være løftet ud af Donovans "So let us rejoice and sing and ring in the new – Hail Atlantis" eller Crosby, Stills, Nash & Youngs "Rejoice – we have no choice but to carry on".
Mange forskellige gæstemusikere har gennem tiden været forbi Janes Rejoice, men kun Søren Nørregaard er at finde på samtlige udgivelser.
Kendetegnende har sangene kredset om menneskelige relationer, skæbne og sociale temaer - ikke sjældent med abstrakte, endog surreelle over- og undertoner.
Orkestret turnerede regelmæssigt mellem 1988 og 1992. Væsentlige highlights er koncerter i Jazzhus Montmartre, Vestergade 58, Den Grå Hal, Midtfyns Festivals Rytmetelt og Roskilde Festivals Grønne Scene i 1989 og 1992.
Omkring Afterglow fra 1999, spillede Janes tre koncerter i Københavns Lille Vega, Cafe Rust og Fælledparken. En blanding af nyt, gammelt og omarrangeret materiale udgjorde disse afteners repertoire. Efterfølgende gik musikerne i studiet og begyndte arbejdet med det femte album, Totem. Dette mere raffinerede udspil kom i efteråret 06 og fulgtes af de organiske, konventionelt bandorienterede, Eleven Rhymes 2012 og Sky Six Shack Seven fra 2019.

## Medvirkende
Views to Keep 1988 ~ Søren Nørregaard – Vokal, akustisk guitar, mundharpe. Boi Holm – Elektrisk guitar. Nils Henriksen – Elektrisk guitar, bas, bassynth, congas mm. Kenneth Knudsen – Keyboards og flygel. Michael Friis – Båndløs bas. Palle Mikkelborg – Fluegelhorn. Jens Winther – Trompet. Jacob Andersen – Percussion. Klaus Menzer – Trommer. Plus flere.
Flaming Flamingo 1989 ~ Søren Nørregaard – Vokal, akustisk guitar. Boi Holm – Elektrisk guitar. Flemming Muus – Bas. Kåre Bjerkø – Keyboards og flygel. Stephan Grabowski – Trommer. Tony Poole – 12-strenget elektrisk guitar og majoriteten af pladens akustiske guitarer.
Spins 1992 ~ Søren Nørregaard – Vokal, akustisk guitar, mundharpe. Boi Holm – Elektrisk guitar og omnichord 6. Flemming Muus – Bas. Kåre Bjerkø – Keyboards og flygel. Morten Wulff – B3 orgel og flygel. Claes Antonsen – Trommer. Nanna Lüders og Lise Dandanell – Vokalharmonier. Bob Ricketts – Tenor saxofon. Finn Olafsson – Akustisk guitar. Kim Menzer – Tværfløjte. Plus flere.
Afterglow 1999 ~ Søren Nørregaard – Vokal, akustisk guitar, mundharpe. Boi Holm – Elektrisk guitar, banjo, omnichord 6. Flemming Muus – Bas. Hans Henrik Præstbro – Keyboards. Anders Pedersen – Trommer og percussion. Lis Damm og Nina Forsberg – Vokalharmonier.
Totem 2006 ~ Søren Nørregaard – Vokal, akustisk/elektrisk guitar og mundharpe. Hans Henrik Præstbro – Keyboards og piano. Boi Holm – Elektrisk guitar og lapsteel. Flemming Muus – Bas. Anders Pedersen – Trommer og percussion. Helene Lindhardt og Anne Pedas – Vokalharmonier. Pernille Bévort – Tenor og baryton saxofoner. Jesper Riis – Trompet og fluegelhorn. Plus flere.
Eleven Rhymes 2012 ~ Søren Nørregaard – Vokal, akustisk/elektrisk guitar, mundharpe og didgeridoo. Hans Henrik Præstbro – Keyboards og piano. Flemming Muus – Bas. Anders Pedersen – Trommer og percussion. Søren Lund – Elektrisk guitar. Annette Berg – Vokal. Simone Stjer – Vokal. Peter Kehl – Trompet og fluegelhorn. Stig Naur – Tenor saxofon. Ola Åkerman – Trombone.
Sky Six Shack Seven 2019 ~ Søren Nørregaard – Vokal, akustisk guitar, baryton guitar, mundharpe. Flemming Muus – Bas. Anders Pedersen – Trommer og percussion. Søren Lund – Elektrisk guitar, pedal steel, lap steel og elektrisk mandolin. Hans Henrik Præstbro – Keyboards og vibrafon. Simone Stjer – Vokal. Annette Berg – Vokal.

## Medlemmer anno 2025
- Søren Nørregaard – Vokal, akustisk/elektrisk guitar
- Flemming Muus – Bas
- Hans Henrik Præstbro – Tangenter
- Anders Pedersen – Trommer, percussion

## Albums
- Views to Keep – 1988
- Flaming Flamingo – 1989
- Spins – 1992
- Afterglow – 1999
- Totem – 2006
- Eleven Rhymes – 2012
- Sky Six Shack Seven – 2019